# Луїза Лоррейн
Луїза Лоррейн, при народженні Есковар (англ. Louise Lorraine; 1 жовтня 1904, Сан-Франциско — 2 лютого 1981, Нью-Йорк
) — американська кіноакторка.
Луїза Есковар народилася 1 жовтня 1904 року в Сан-Франциско. Свою кар'єру розпочала, знявшись в незалежних картинах студії Universal. Популярність  прийшла після виходу в 1922 році фільмів «Радіо король» і «With Stanley in Africa». У тому ж році вона стала фіналісткою рекламної кампанії WAMPAS Baby Stars.
Найбільше запам'яталася Луїза Лоррейн роллю Джейн Портер в кіносеріалі 1921 року «Пригоди Тарзана».
Акторка продовжувала зніматися до початку 1930-х років, далі відійшла від справ, щоб присвятити себе родині.
Померла Луїза Лоррейн 2 лютого 1981 року в Нью-Йорку. Похована на кладовищі Форест-Лон (Голлівуд-Гіллз) в Каліфорнії.

## Вибрана фільмографія
- 1922 — Радіо король / The Radio King
- 1923 — Джентльмен з Америки / The Gentleman from America
- 1926 — Йде посміхаючись / Exit Smiling
- 1927 — Новобранці / Rookies
- 1927 — Переможці пустелі / Winners of the Wilderness
- 1932 — Місячне світло і кактус / Moonlight and Cactus